# Jan Lodewijk Krafft

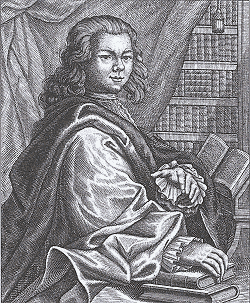
Jan Lodewijk Krafft, zelfportret

Jan Lodewijk Krafft (Brussel, 10 november 1694 – Brussel, eind december 1767) was een etser en dichter in de Zuidelijke Nederlanden.

## Levensloop
Krafft werd geboren als zoon van Georg Krafft en Marie Jors, een Duits echtpaar dat in Brussel, Oostenrijkse Nederlanden, woonde. In zijn jeugdjaren verbleef Krafft in de geboortestreek van zijn ouders en vervolgens in de Republiek der Verenigde Nederlanden, waar hij Nederlands leerde. Nadien verbleef hij lange tijd in het koninkrijk Frankrijk, waar hij Frans leerde. Hij keerde terug naar Brussel rond 1715-1720, de periode van zijn eerste etsen. Hij huwde in 1719 met Marie Aubertin; het echtpaar had één zoon, François Joseph Krafft, een componist.
Krafft was op de eerste plaats een tekenaar en etser. Hij maakte gravures, zowel houtgravures als kopergravures. Hij hield zich bezig met het portretteren van notabelen in de Oostenrijkse Nederlanden. Hij graveerde ook schilderijen van Rubens, Teniers en Rembrandt. Etsen van hem stonden ook in een tiental gedrukte boeken uit die tijd. Hij ontwierp daarnaast decors voor theaterstukken en plannen voor grafmonumenten.
Daarnaast was Krafft dichter. Zo schreef hij Iphigenie ofte Orestes en Pilades (1722), Den Spiegel der Vrouwen (1727) en Den Schat der Fabelen (1739). In het laatste boek bracht hij talrijke illustraties aan die hij zelf ontworpen had. Hij stierf in zijn geboortestad Brussel, in 1767.
- Art Gallery of South Australia: 12094
- Bibliothèque nationale de France: cb14344993b (data)
- Biografisch Portaal: 09237688
- Digitale Bibliotheek voor de Nederlandse Letteren: kraf001
- Gemeinsame Normdatei: 1023804646
- International Standard Name Identifier: 0000 0003 9065 072X
- Library of Congress Control Number: n2018004914
- Nationale Bibliotheek van Tsjechië: ola2013791305
- RKD-Nederlands Instituut voor Kunstgeschiedenis: 46219
- Système universitaire de documentation: 227344294
- Union List of Artist Names: 500015307
- Virtual International Authority File: 95774876
- WorldCat: E39PCjt9C8jyh7dB7gpJjyc8hb